# 朱由㰒
朱由（1607年—1610年），中國明朝明光宗朱常洛第二子、母王才人，明熹宗的同母弟弟。
朱由四歲夭折，天启年間被哥哥明熹宗追封為簡懷王。